# クルト・ツァイツラー
クルト・ツァイツラー（Kurt Zeitzler, 1895年6月9日 - 1963年9月25日）は、ドイツの陸軍軍人。陸軍上級大将。第二次世界大戦中に参謀総長を務めた。

## 経歴

### ドイツ軍に入隊
ブランデンブルク州ゴスマー（現ハイデンブリック市）の牧師の家庭に生まれる。第一次世界大戦勃発直前の1914年3月23日にドイツ陸軍へ入隊し、テューリンゲン第4歩兵連隊に配属された。大戦勃発後の1914年12月に中尉に昇進し、連隊副官で敗戦を迎える。
ヴァイマル共和国では10万人に削減されたヴァイマル共和国軍に残り、第18歩兵連隊で大隊副官や小隊長を務め、1928年1月に大尉に昇進。1929年に第3師団参謀に配属され第9歩兵連隊中隊長を兼務し、1934年に少佐に昇進。1937年1月に陸軍総司令部に配属され、中佐に昇進。1939年4月に第60歩兵連隊長に任命され、6月1月に大佐に昇進。

### ドイツ軍参謀総長
第二次世界大戦勃発とともに第14軍第22軍団参謀長となり、ポーランド侵攻に従軍。1940年3月にエヴァルト・フォン・クライストのA装甲集団参謀長となり、西方電撃戦、バルカン戦線 (第二次世界大戦)、バルバロッサ作戦に従軍。1941年5月18日、戦功により騎士鉄十字章を授与される。同年10月、第1装甲軍参謀長に任命され、開戦初頭にソ連軍を分断して快進撃を続けた。ツァイツラーは部隊の進撃を維持するため兵站確保に最善を尽くし、上官であるクライストから称賛を受けた。
1942年2月に少将に昇進し、4月にはゲルト・フォン・ルントシュテットのD軍集団参謀長に任命される。同年9月24日に歩兵大将に昇進し、アドルフ・ヒトラーと対立して更迭されたフランツ・ハルダーの後任として陸軍参謀総長に任命される。ツァイツラーの参謀総長就任は、彼の報告が楽観的な調子に満ちていることをヒトラーに買われてのもので、序列からいえばきわめて異例な人事だった。彼は組織運用と兵站確保に能力を発揮したが、最終的にヒトラーの無理難題に悩まされることになった。
参謀総長就任直後のスターリングラード攻防戦においては、ツァイツラーはスターリングラードに包囲されたフリードリヒ・パウルスの第6軍の脱出を具申し、心労のあまり飢える第6軍の兵士たちと同量の食事しか摂らず痩せ細ったが、ヒトラーは最後まで第6軍の撤退・救出を拒み、マルティン・ボルマンから彼がダイエット中と説明されたため、「ダイエット」をやめるよう命じたという。しかし、第6軍の降伏後、モスクワおよびレニングラード前面からの後退を勧めたツァイツラーの具申は受け入れられた。
1944年1月30日にアルフレート・ヨードルと共に上級大将に昇進。しかし、ツァイツラーが担当する東部戦線の戦局は日に日に悪化し、クリミア半島を失いクルスク攻勢も成功しなかった。また、西部戦線でも6月6日、連合軍がノルマンディー上陸作戦を決行した。強気のヒトラーとは対照的に、戦線維持に悲観的だったツァイツラーは自らの参謀長解任を申し出たが、ヒトラーに拒まれた。1944年6月9日、ベルヒテスガーデンのベルクホーフ山荘でヒトラーと戦況を協議していたツァイツラーは発作で倒れた（神経衰弱に陥ったツァイツラーが無断でベルクホーフを立ち去ったため、病気ということにされたともいう）。翌月10日にツァイツラーは解任され、後任にハインツ・グデーリアンが任命されるまでアドルフ・ホイジンガーが職務を代行した。また、この6月には、ツァイツラーはヒトラーに向かって、戦争はもう敗北しかないため、終戦に向けて行動しなくてはならないと言った。

### 晩年
参謀総長解任と同時期に、副官のギュンター・スメントからヒトラー暗殺計画に加わるよう説得を受けたが拒否している。7月20日事件が発生し、スメントは逮捕され処刑されたが、ツァイツラーはそのためにヒトラーに対して手紙を送り改めて忠誠を宣誓した。1945年1月31日にドイツ国防軍を退役するが、ヒトラーの命令で、以後軍服の着用を禁止される。この命令に対してルントシュテットとアルベルト・シュペーアが撤回を求めるが、ヒトラーに拒否されている。
終戦後はイギリス軍の捕虜となり、ニュルンベルク裁判に証人として出廷した後、1947年2月に釈放。釈放後はアメリカ陸軍戦史研究部ドイツ支所に勤務した。1963年に肺癌を患い、バイエルン州キームガウ地方のホーエンアシャウで死去した。